# 源頼貞
源 頼貞（みなもと の よりさだ）は、平安時代中期の武士・官人。

## 略歴
源満仲の六男として誕生。
長徳（997年）、父・満仲の卒去時に幼年のために、兄・頼明と共に長兄・頼光の養子となっていたとされる。『尊卑分脈』の記述のみに見える人物で、官位は帯刀先生である。